# Frisby on the Wreake
Frisby on the Wreake es una localidad situada en el condado de Leicestershire, en Inglaterra (Reino Unido), con una población según el censo de 2021 de 686 habitantes.
Se encuentra ubicada al oeste de la región Midlands del Este, cerca de la frontera con la región de Midlands del Oeste, de la autoridad unitaria de Leicester y de los montes Peninos.